# Horný Harmanec
Horný Harmanec – górna część wsi Dolný Harmanec na Słowacji w kraju bańskobystrzyckim, w powiecie Bańska Bystrzyca. Jej zabudowania ciągną się na dnie Harmaneckiej doliny wzdłuż drogi krajowej nr 14 po obydwu stronach potoku Harmanec.  W obrębie Hornego Harmanca do potoku tego uchodzą z Gór Kremnickich dwa jego dopływy: potok spod Svrčinníka i Čierny potok.
W Horným Harmancu znajduje się parking do Jaskini Harmanieckiej. Na parkingu tym krzyżują się trzy szlaki turystyczne

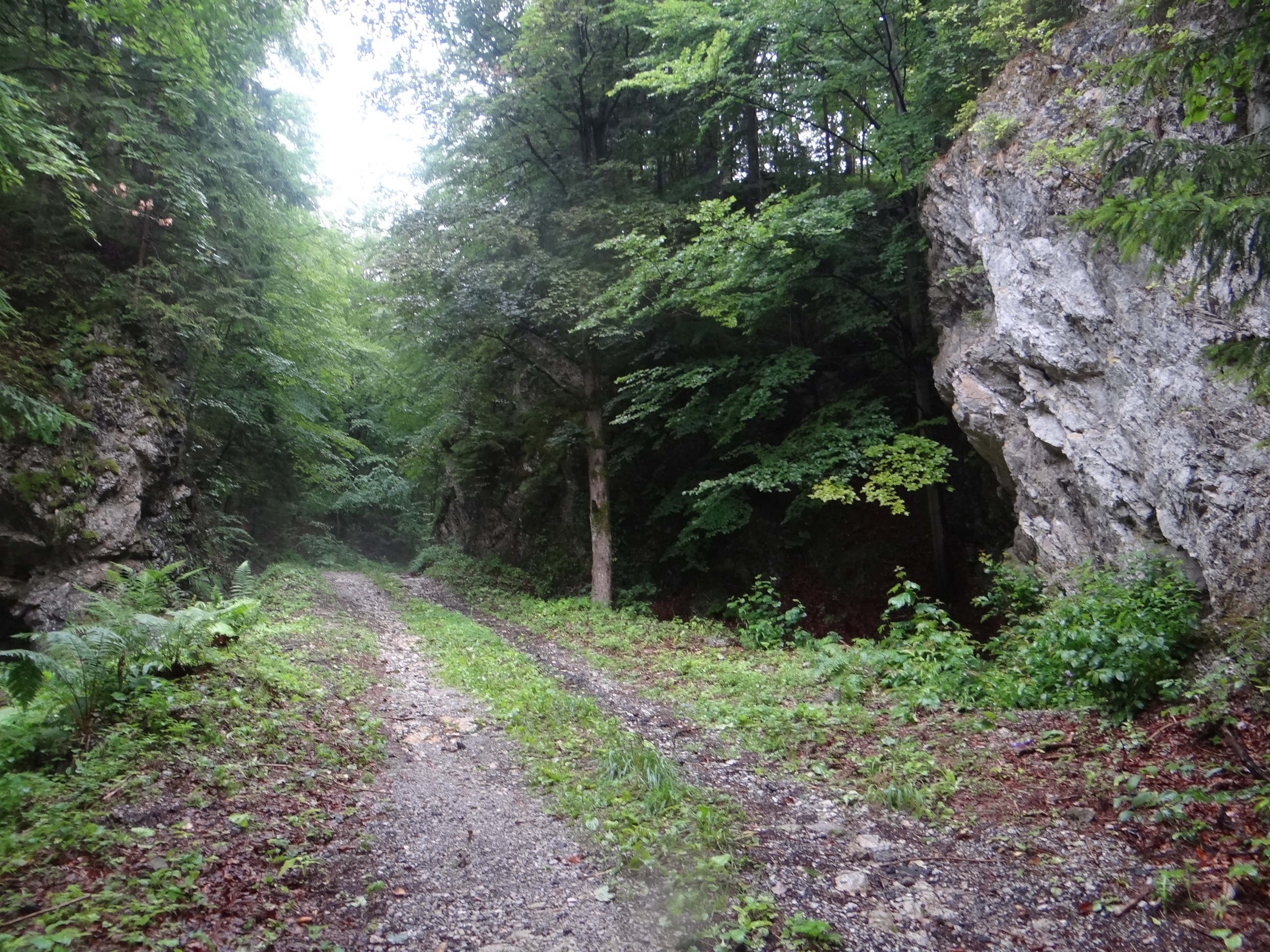
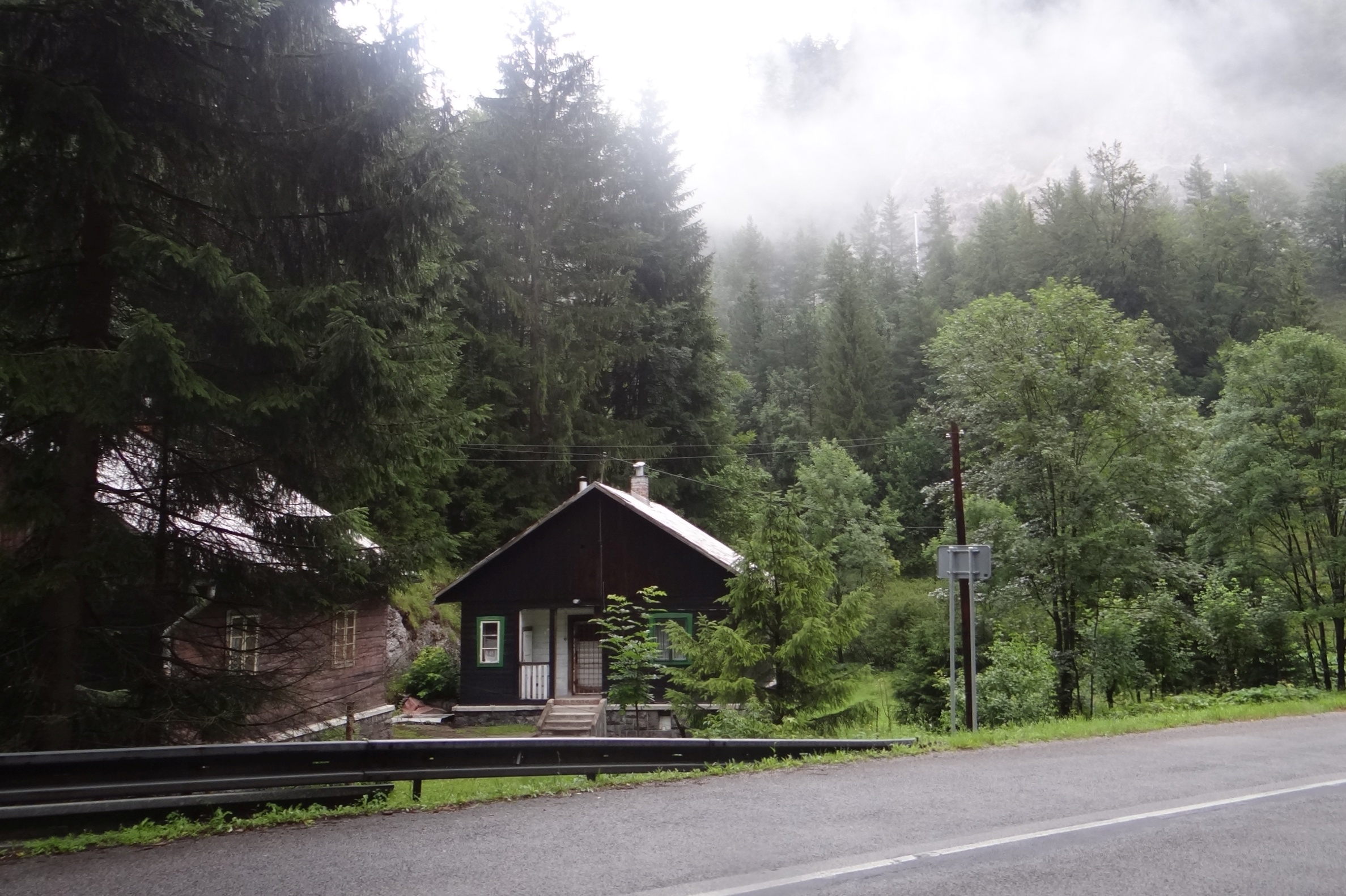
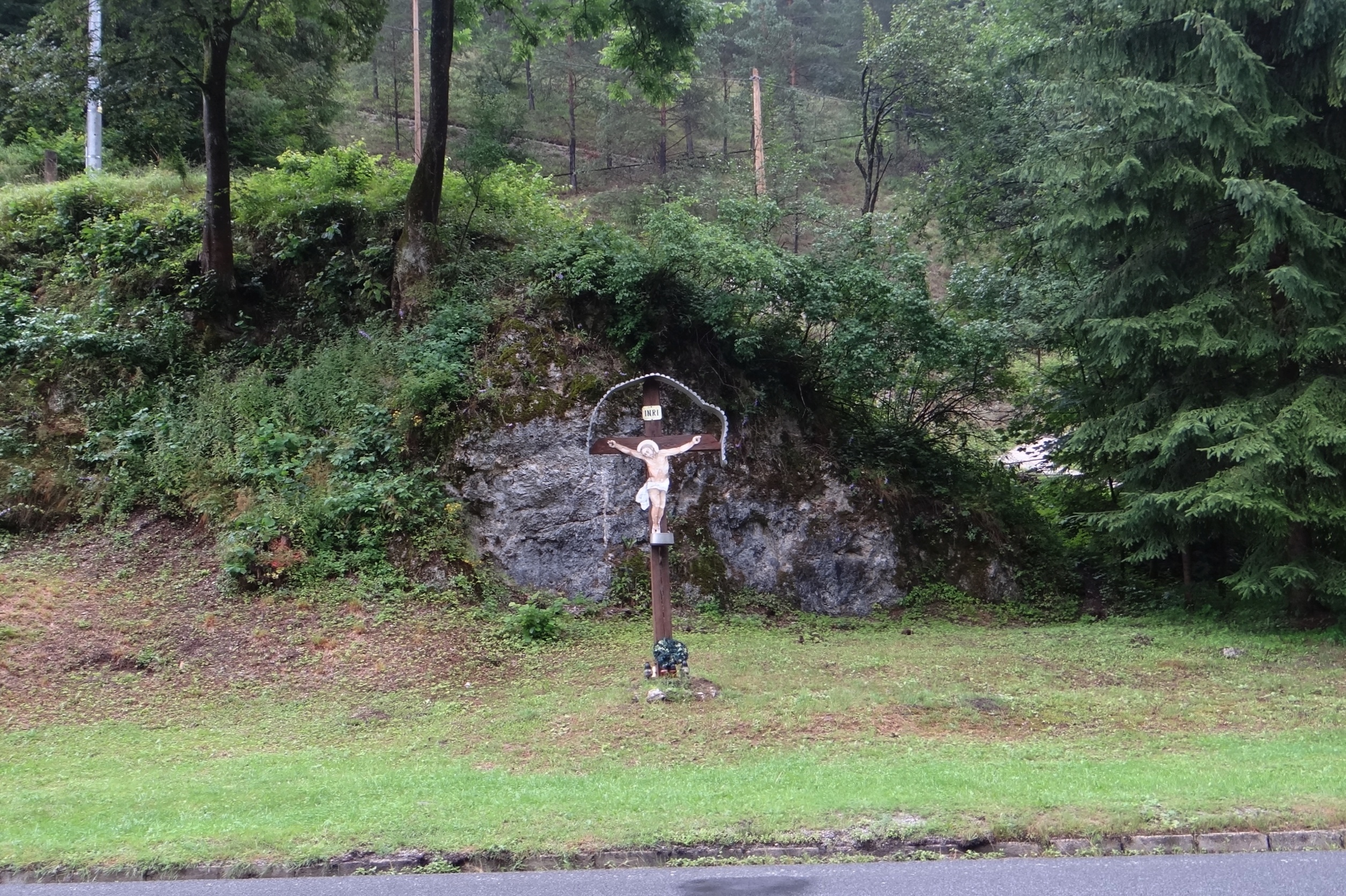
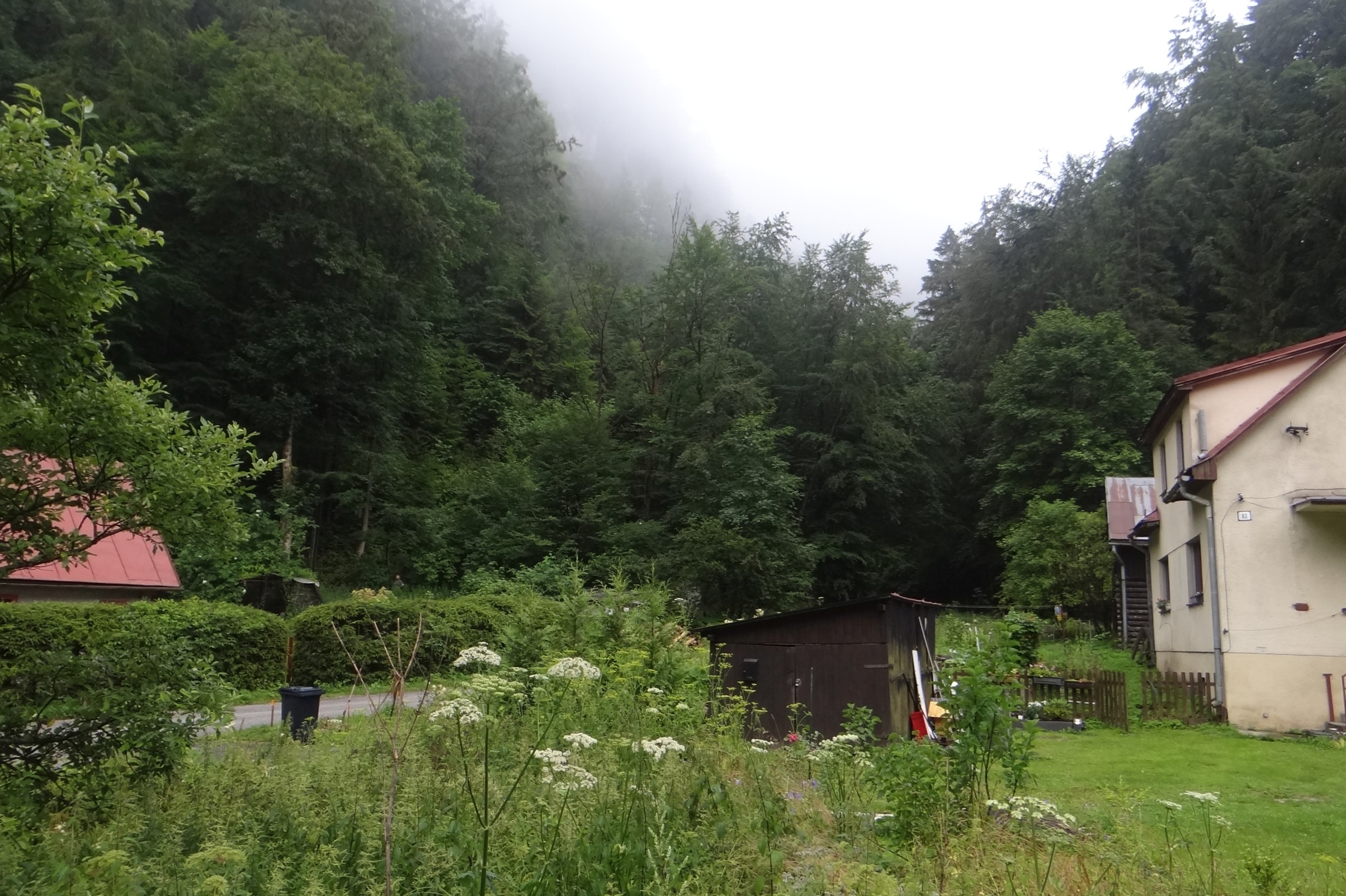
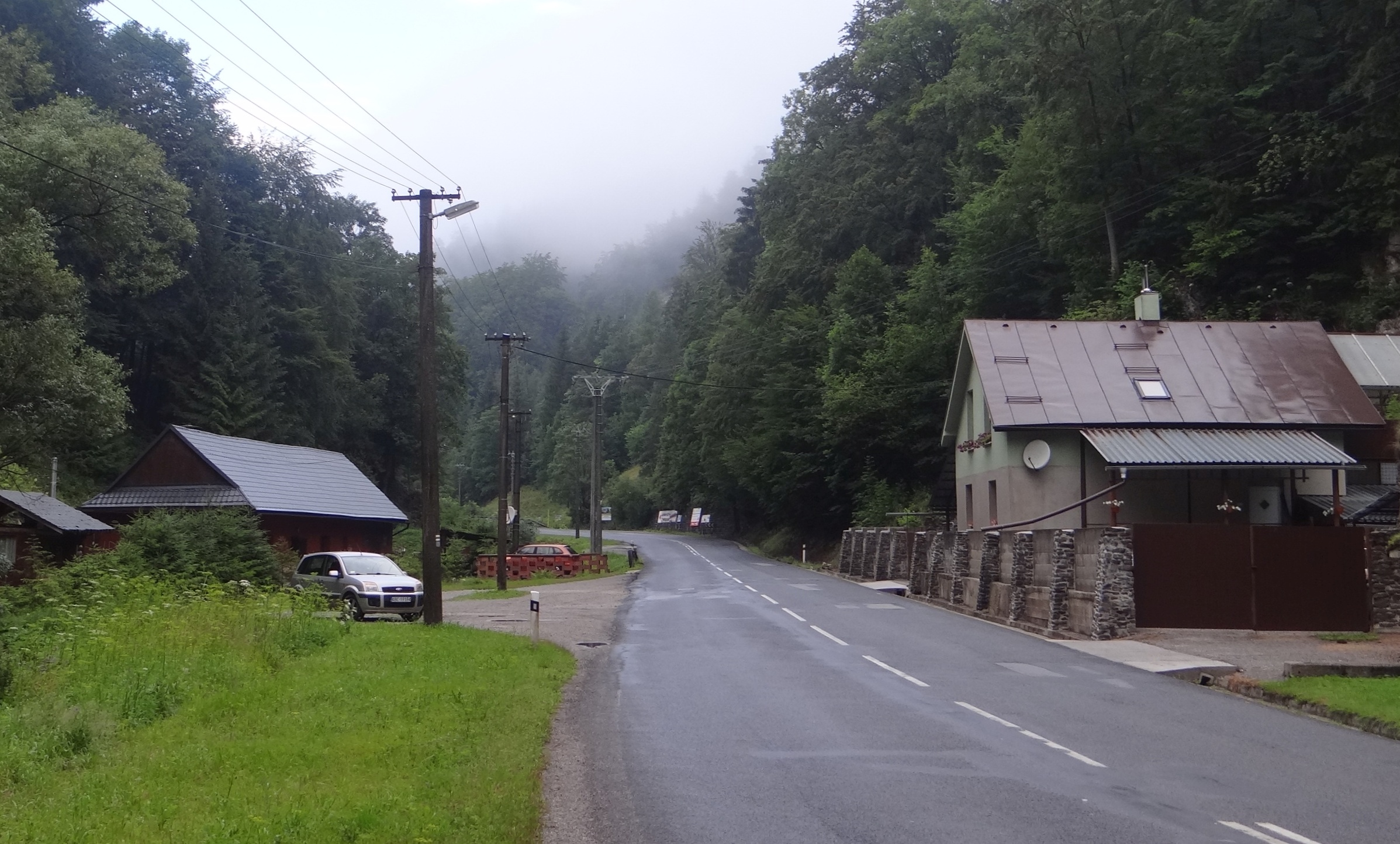

## Szlaki turystyczne
parking Horný Harmanec – vodny žľab – dolina Rakytov – Dolný Harmanec. Odległość 1,8 km, czas przejścia 30 min, z powrotem 35 min
  parking Horný Harmanec – Čremošniansky tunel –  Túfna – Krásny kopec, rázcestie. Odległość 6,3 km, suma podejść 605 m, suma zejść 50 m, czas przejścia 2: h, z powrotem 2:05 h
  parking Horný Harmanec –  Jaskinia Harmaniecka – Vapenica – Štefanka – Kordíky. Odległość 7,8 km, suma podejść 615 m, suma zejść 360 m, czas przejścia 2:50 h, z powrotem 2:35 h